# Aufzugsgiebel
Ein Aufzugsgiebel, auch Aufzuggiebel, oder Aufzuggaube ist eine architektonische Besonderheit, die Häufig in Form eines traufseitigen Zwerchhauses an Lager- oder Bürgerhäusern vorkommt und der Beförderung von Gütern in obere Stockwerke diente.

## Bedeutung und Nutzung

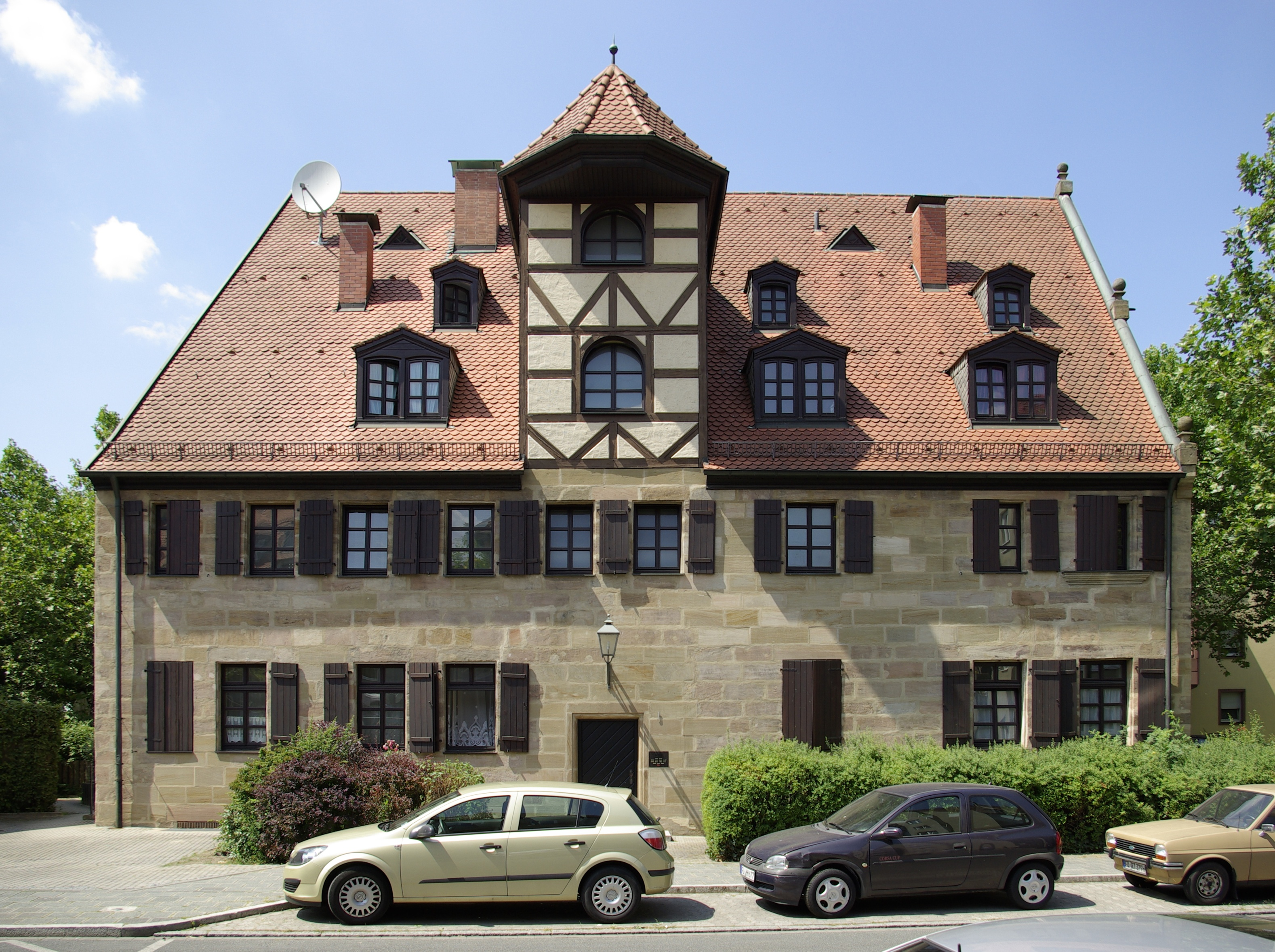
Beispiel eines zweigeschossigen Aufzugsgiebels - Liershof (Fürth)

Ein Aufzugsgiebel ist ein spezieller Dachaufbau, der historisch zur Aufnahme von Lasten diente. Er ist oft in Zwerchhäusern (quer zur Hauptdachrichtung stehende Anbauten) integriert und ermöglichte das Heben von Gütern, insbesondere in Lagerhäusern, Scheunen oder Bürgerhäusern. Im Giebelbereich befand sich typischerweise eine Öffnung mit einem Flaschenzug oder Haken, über den Waren nach oben transportiert wurden. Diese Konstruktion war vor allem in städtischen Handelsgebäuden vom Mittelalter bis in die frühe Neuzeit verbreitet, um Vorräte oder Handelsgüter in obere Stockwerke oder Speicher zu befördern.
Durch die Lage im Zwerchhaus wurde Platz für den Aufzug geschaffen, ohne das Hauptdach zu unterbrechen. Aufzugsgiebel verbinden so Funktionalität und Architektur, indem sie das Anheben von Lasten mit einer ästhetischen Fassadengestaltung vereinten.

## Beispiele von Aufzugsgiebeln

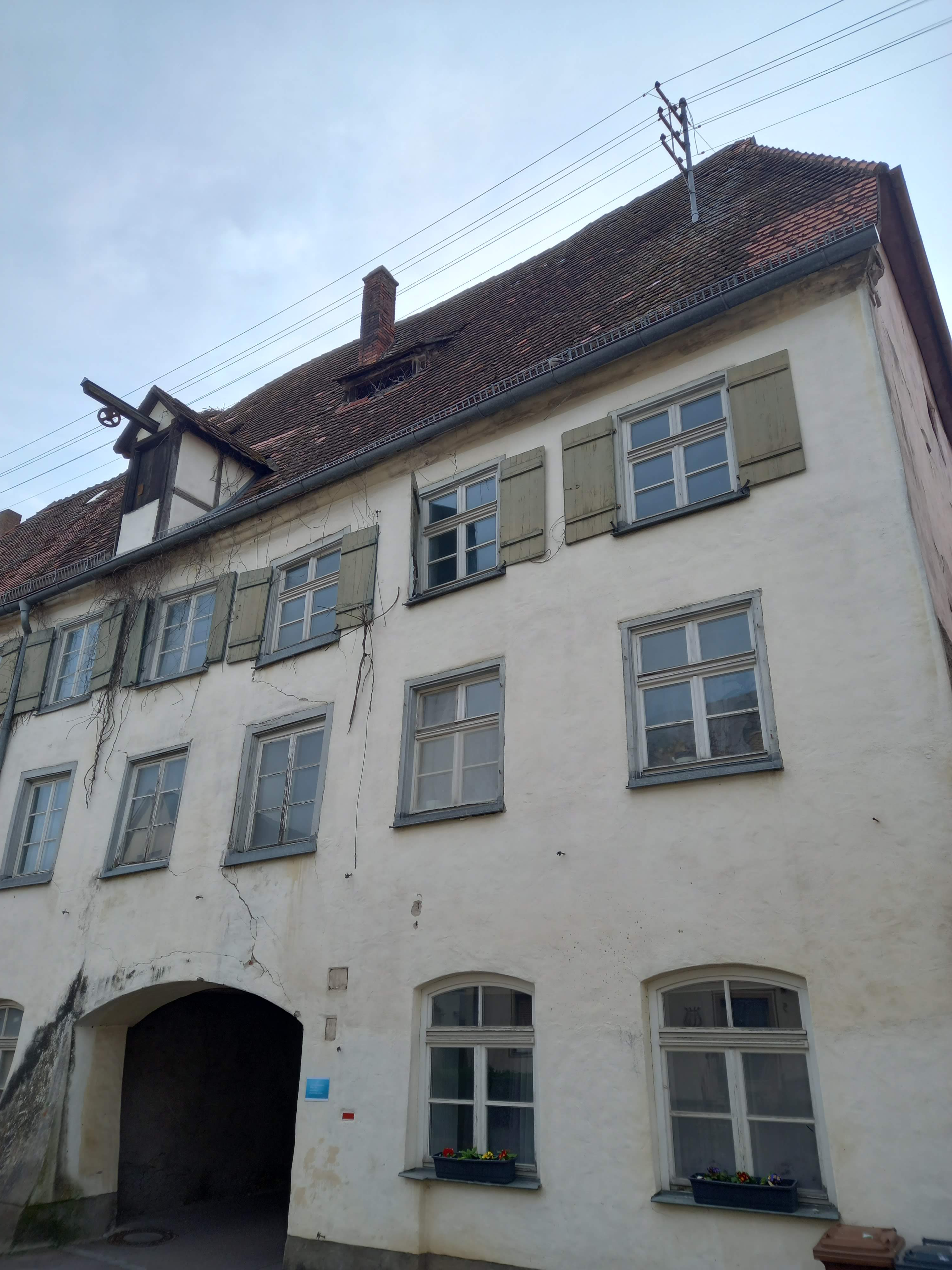
Aufzugsgiebel am Wirtschaftshof in Oettingen
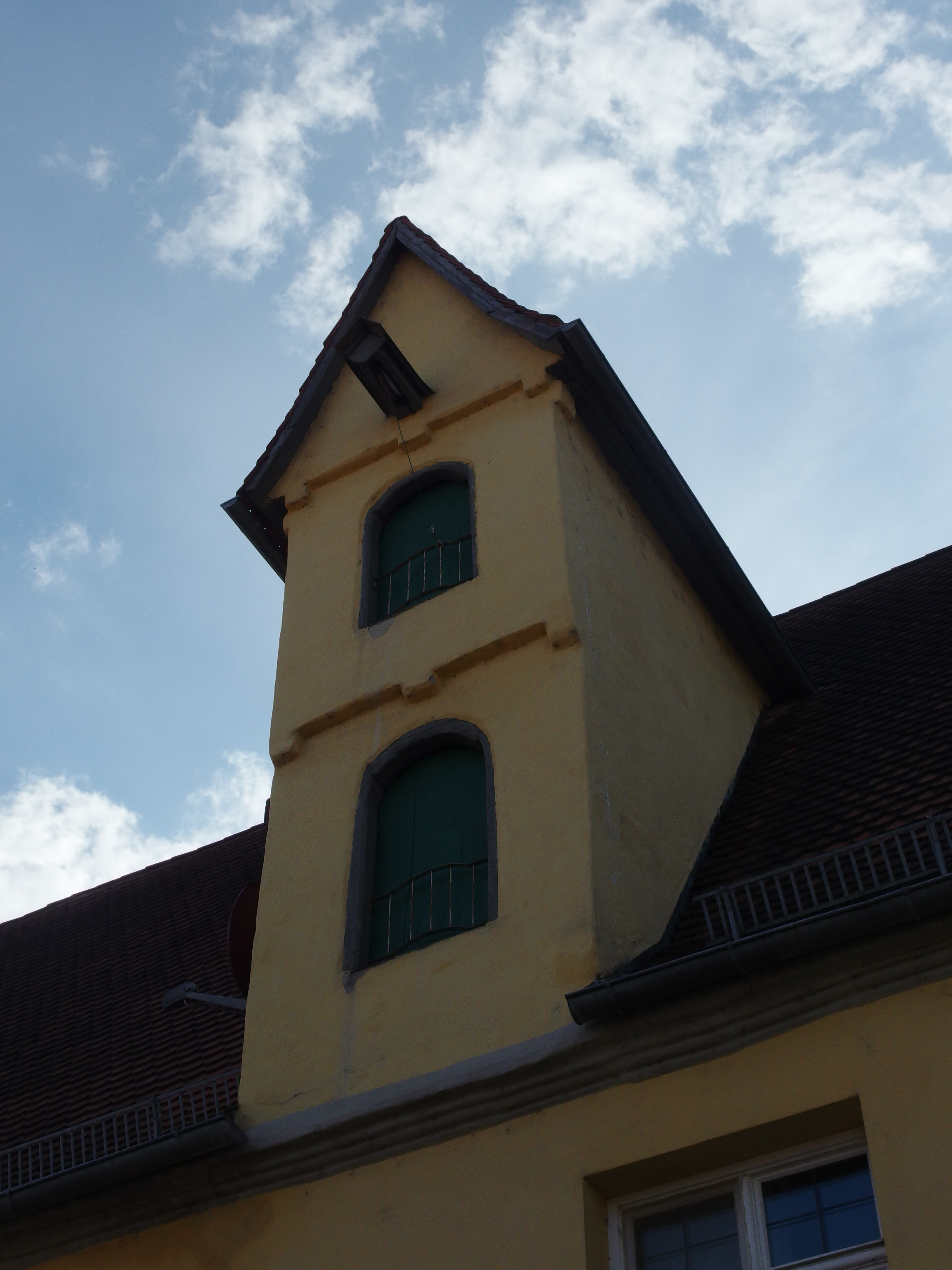
Aufzugsgiebel Harburg
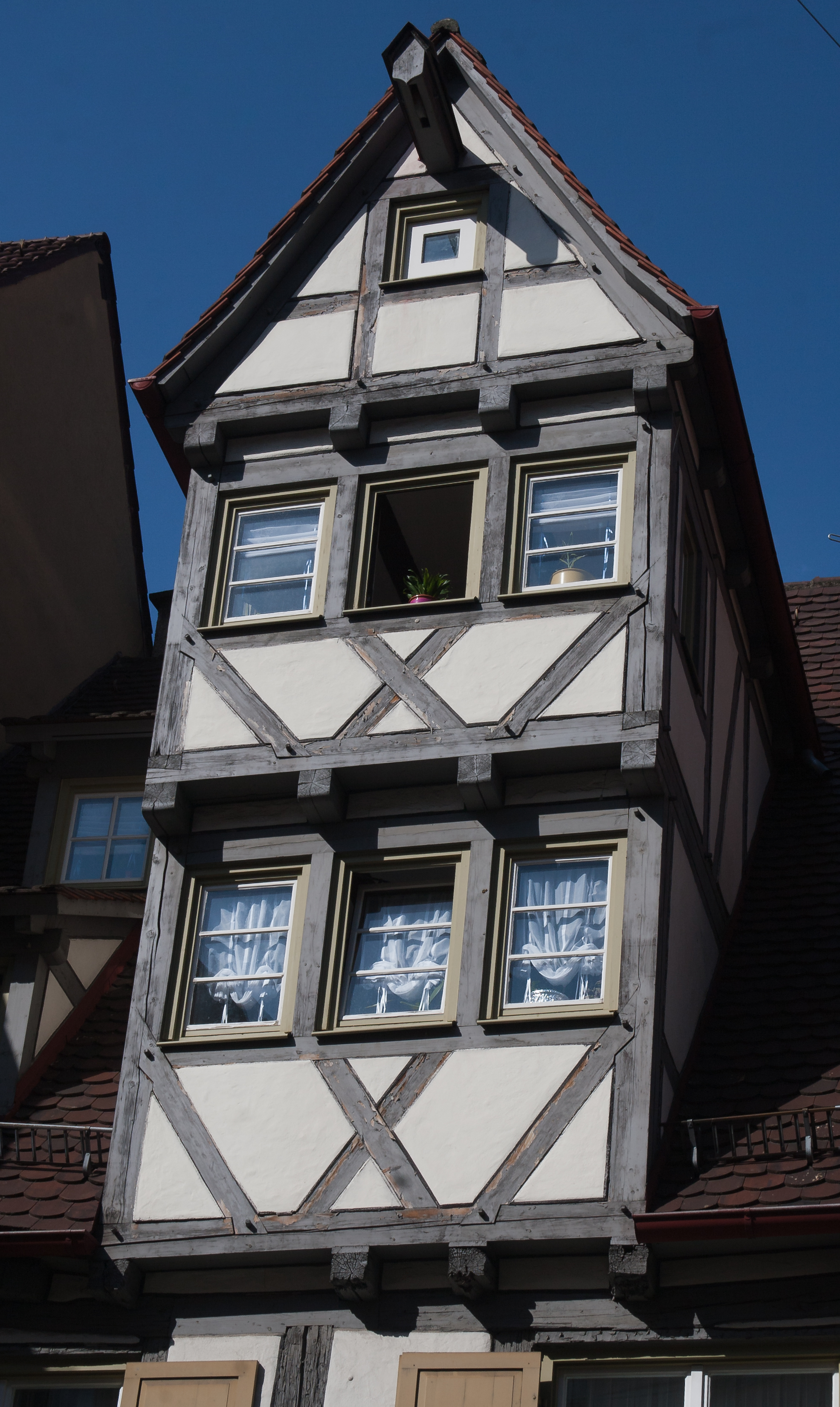
Aufzugsgiebel Ulm
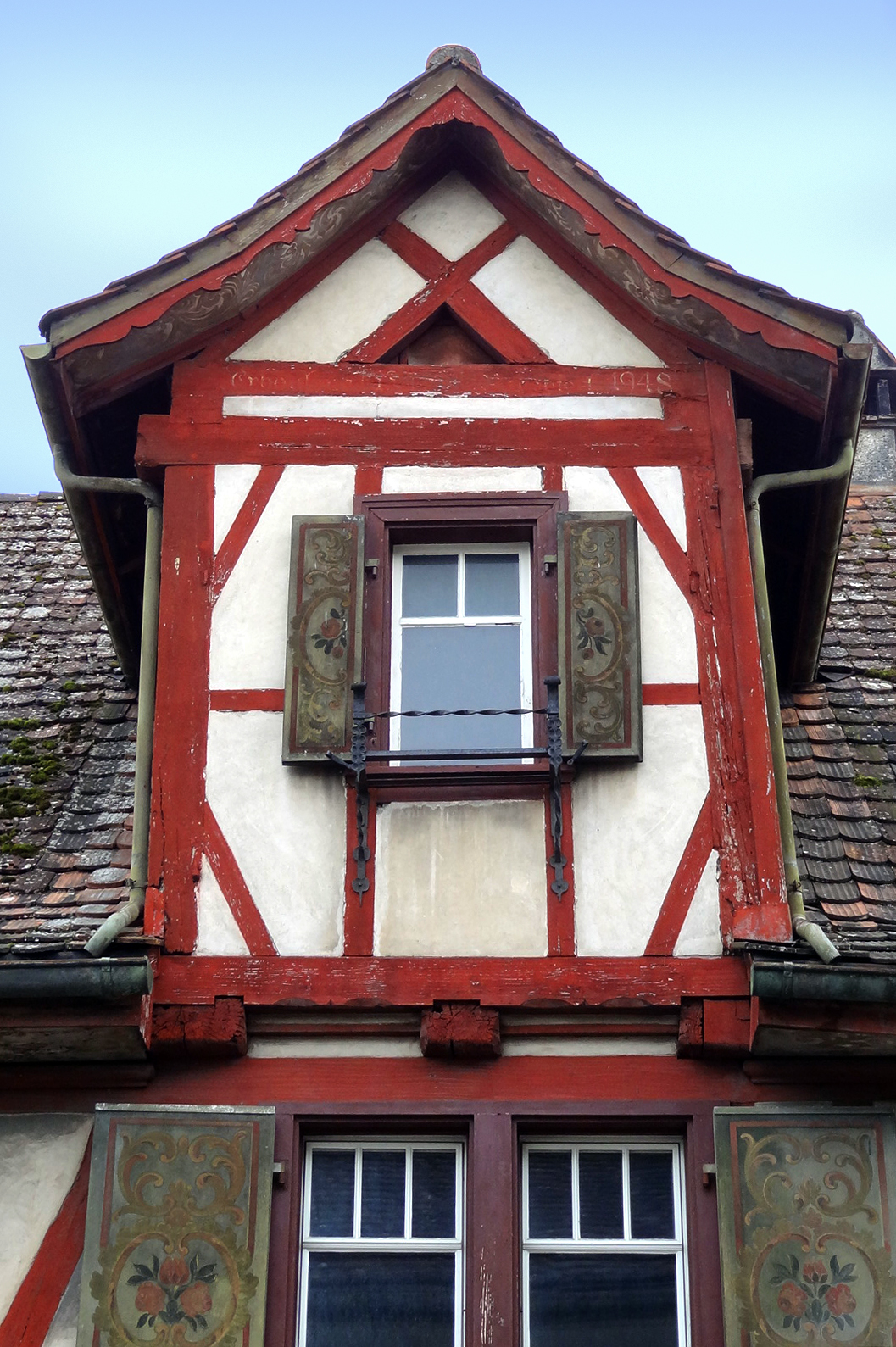
Aufzugsgiebel Ermatingen (CH)
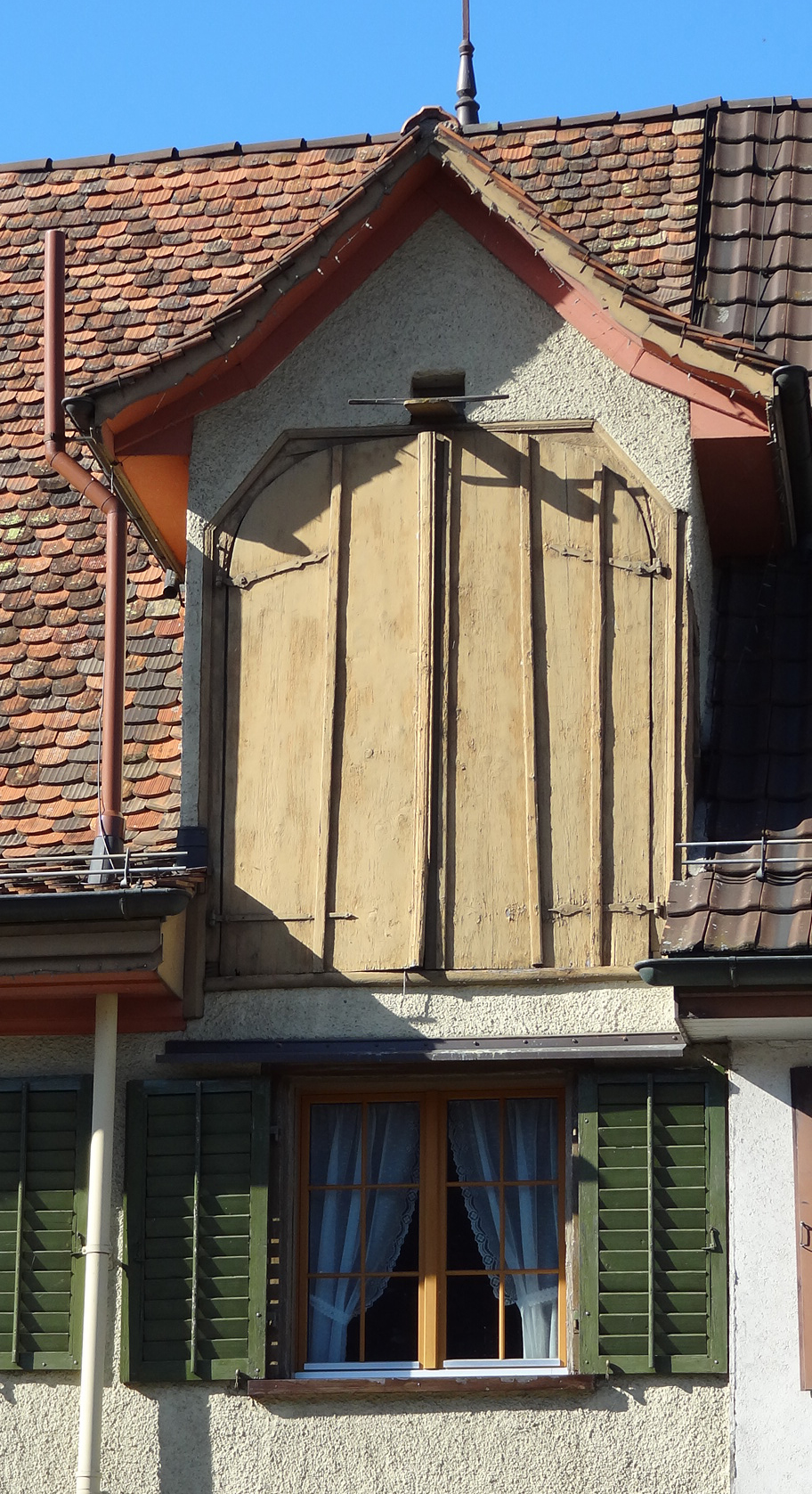
Aufzugsgiebel Mannenbach (CH)
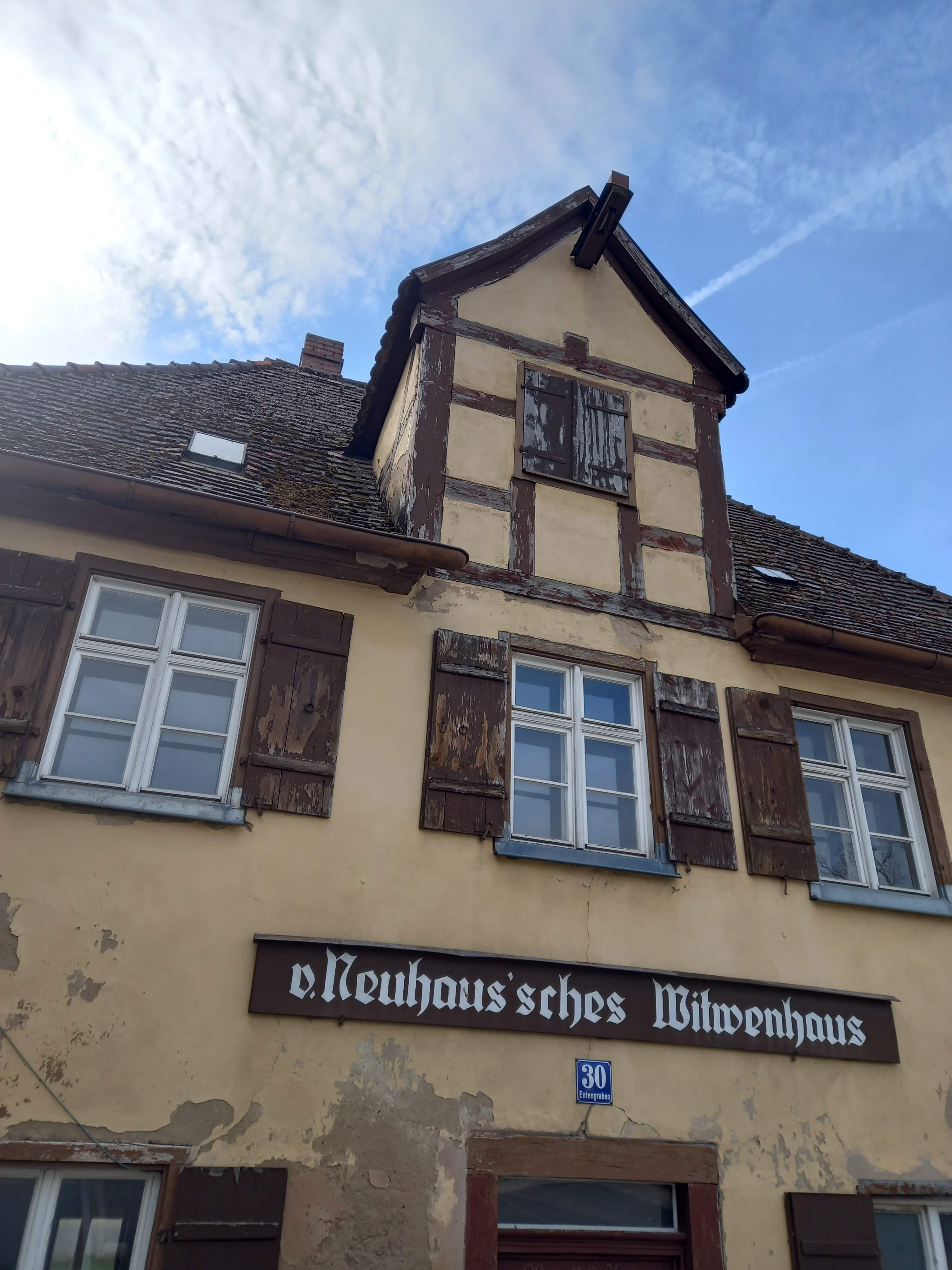
Aufzugsgiebel am Witwenhaus von Oettingen
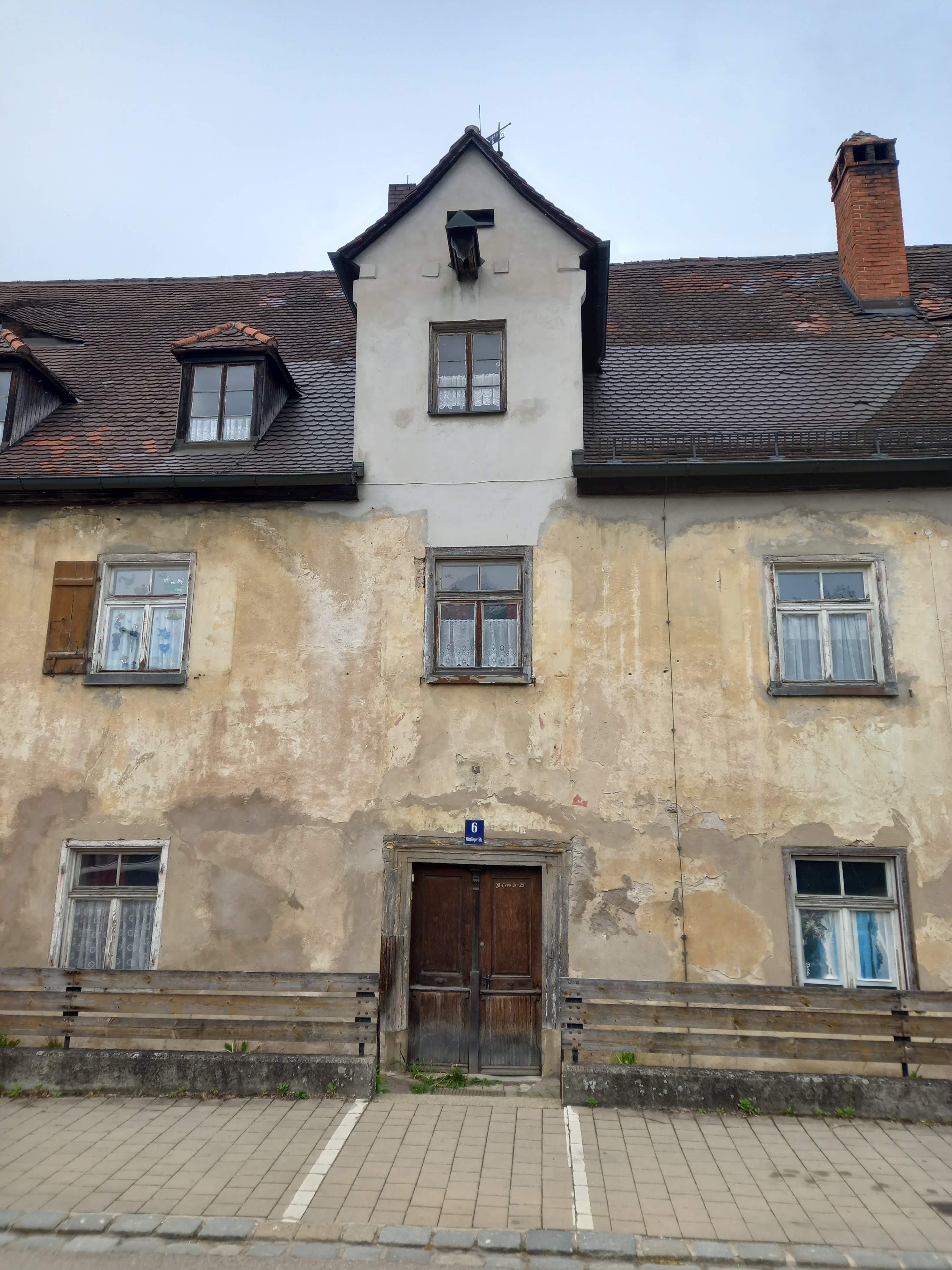
Aufzugsgiebel am Oettinger Waisenhaus
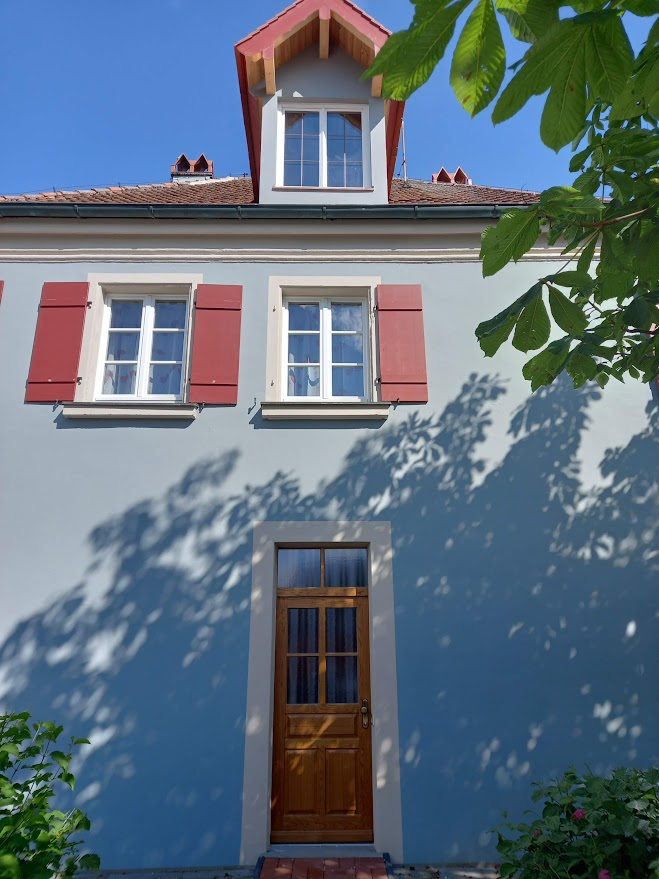
Aufzugsgiebel Pfarrhof Cronheim
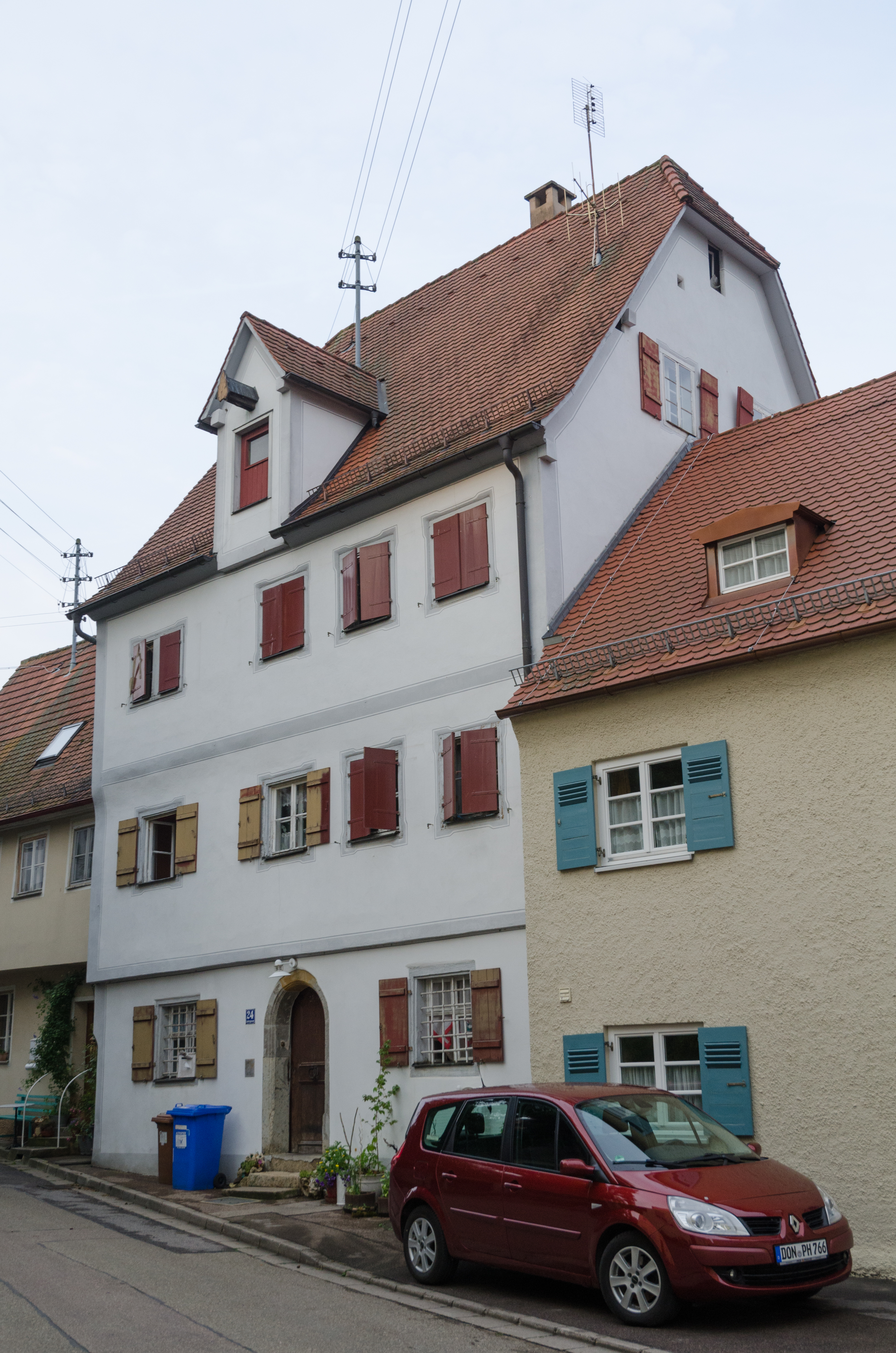
Aufzugsgiebel Mesnerhaus Oettingen
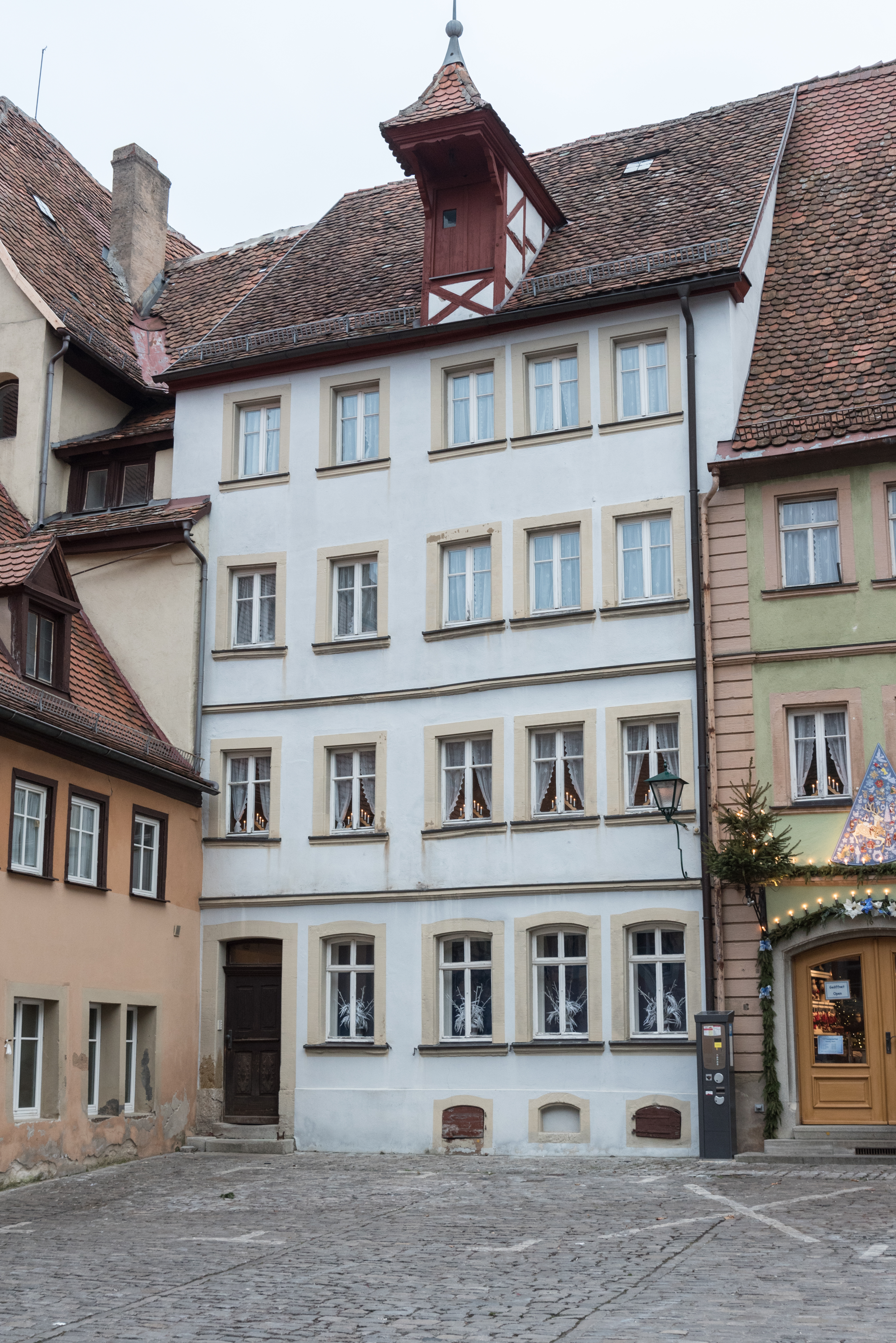
Aufzugsgiebel Rothenburg ob der Tauber